# Fons Verplaetse
Le vicomte Alfons Remi Emiel Verplaetse, dit Fons Verplaetse, né le 19 février 1930 à Zulte (province de Flandre-Orientale) et mort le 15 octobre 2020 à Bonheiden, est un économiste belge, gouverneur de la Banque nationale de Belgique de 1989 à 1999.

## Biographie
Alfons Verplaetse est licencié en sciences commerciales et consulaires à la KU Leuven,. Il est lié au village de Poupehan où il a une résidence et où il est surnommé le « banquier de là-haut ».
En 1953, Fons Verplaetse entre à la Banque nationale de Belgique au service Contrôle extérieur. En 1956, il est transféré au service Documentation et statistique du crédit. En 1965, il passe au service Information qui devient Études. Il devient senior économiste en 1980. En 1981, il devient chef de cabinet adjoint (puis chef de cabinet en 1984) pour la politique sociale et économique auprès du Premier ministre belge Wilfried Martens. Dès son arrivée au cabinet de Martens, il plaide pour une dévaluation de 10,10 % de la monnaie belge.
Au début des années 1980, il est discrètement associé au groupe de Poupehan, désignant quatre responsables financiers, syndicaux et politiques "conscients de l’état catastrophique de l’économie belge", qui se mirent d'accord au cours du week-end du 22 février 1982 pour dévaluer le franc belge de 8,5 % par rapport au deutsche mark, "en dehors de tout cadre institutionnel" et surtout "contre l’avis du gouverneur de la Banque nationale de Belgique. Tous les quatre ont "testé les mesures socio-économiques d'accompagnement" en prévision d'un "un véritable choc" économique et politique. Pour éviter de renchérir les importations libellées dans une devise étrangère, ils décident de contrôler les prix via des mesures annexes, comme un blocage des prix et des salaires, et ainsi "empêcher une poussée d’inflation" alors qu'elle est déjà proche de 10%.
Le journaliste journaliste d'investigation Hugo De Ridder a révélé en 1991 l'existence de ces discussions secrètes à Poupehan, tenues entre Jef Houthuys, président de la Confédération belge des syndicats chrétiens (CSC), le Premier ministre Wilfried Martens, son chef de cabinet adjoint Fons Verplaetse, et le banquier Hubert Detremmerie,, dans la résidence secondaire de Hubert Detremmerie, au village de Poupehan et ce dernier utilise secrètement des données de l'ordinateur de la Banque nationale de Belgique pour effectuer les simulations macroéconomiques.
En janvier 1988, Fons Verplaetse devient directeur de la Banque nationale de Belgique, puis vice-gouverneur en mai 1989, et gouverneur en juillet 1989. Au titre de gouverneur de la Banque centrale, sa signature apparaît sur les billets de franc belge. En mars 1997, il remplace Wim Duisenberg à la tête de la Banque des règlements internationaux. En février 1999, son mandat de gouverneur de la Banque nationale de Belgique prend fin.
En 1990, il participe au groupe Bilderberg.
Au début des années 1990 éclate le scandale des « discussions secrètes de Poupehan » qui révèle les réunions secrètes tenues dès 1982 entre Houthuys, Martens, Hubert Detremmerie et Verplaetse dans sa résidence de Poupehan pour piloter la dévaluation du franc belge,
En février 2006, il plaide pour l'« orthodoxie financière » au Congo face à l'inflation galopante qui touche le pays, les « promesses des élections » connaissant un lendemain difficile selon lui.

### Mort
Fons Verplaetse est mort de la maladie à coronavirus 2019 le 15 octobre 2020,.

## Mandats
- Vice-président du Conseil supérieur des finances[1]
- Gouverneur du Fonds monétaire international
- 1988-1999 : administrateur (président à partir de 1997) de la Banque des règlements internationaux[1],[15]
- Président du Conseil de l'Institut belgo-luxembourgeois du change[1]
- Membre du Conseil de l'Institut monétaire européen
- Membre du CA de la Banque centrale européenne
- Membre du Comité du Fonds des rentes[1]

## Distinctions
- Grand-croix de l'ordre de Léopold II
- Grand officier de l'ordre de Léopold
- Grand-croix de l'ordre d'Orange-Nassau
- Grand officier de l'ordre du Mérite de la République italienne
- Officier de la Légion d'honneur

Il fut élevé au rang de vicomte par le roi Albert II de Belgique en 1999.

### Articles liés
- Banque nationale de Belgique
- Banque centrale européenne